# 독일의 주
독일은 16개 주(독일어: Land 란트[*], 복수형: Länder 렌더[*])로 구성되어 있다. 주의 정식 명칭은 연방주(Bundesland 분데스란트[*])이다.

## 주 목록
| 주                       | 주도         | 면적 (km2) | 인구 (2018) | GDP (10억 €, 2015) | 1인당 GDP (€, 2015) |
| ------------------------ | ------------ | ---------- | ----------- | ------------------ | ------------------- |
| 바덴뷔르템베르크주       | 슈투트가르트 | 35,751     | 11,069,533  | 461                | 42,800              |
| 바이에른주               | 뮌헨         | 70,550     | 13,076,721  | 550                | 43,100              |
| 베를린                   | 베를린       | 892        | 3,644,826   | 125                | 35,700              |
| 브란덴부르크주           | 포츠담       | 29,654     | 2,511,917   | 66                 | 26,500              |
| 브레멘주                 | 브레멘       | 420        | 682,986     | 32                 | 47,600              |
| 함부르크                 | 함부르크     | 755        | 1,841,179   | 110                | 61,800              |
| 헤센주                   | 비스바덴     | 21,115     | 6,265,809   | 264                | 43,100              |
| 메클렌부르크포어포메른주 | 슈베린       | 23,214     | 1,609,675   | 40                 | 25,000              |
| 니더작센주               | 하노버       | 47,593     | 7,982,448   | 259                | 32,900              |
| 노르트라인베스트팔렌주   | 뒤셀도르프   | 34,113     | 17,932,651  | 646                | 36,500              |
| 라인란트팔츠주           | 마인츠       | 19,854     | 4,084,844   | 132                | 32,800              |
| 자를란트주               | 자르브뤼켄   | 2,569      | 990,509     | 35                 | 35,400              |
| 작센주                   | 드레스덴     | 18,416     | 4,077,937   | 113                | 27,800              |
| 작센안할트주             | 마그데부르크 | 20,452     | 2,208,321   | 57                 | 25,200              |
| 슐레스비히홀슈타인주     | 킬           | 15,802     | 2,896,712   | 86                 | 31,200              |
| 튀링겐주                 | 에어푸르트   | 16,202     | 2,143,145   | 57                 | 26,400              |
| 독일 전체                | 베를린       | 357,386    | 83,019,213  | 3025               | 37,100              |

자유주(自由州, Freistaat 프라이스타트[*])는 역사적인 이유로 붙은 명칭이며, 현재 법적으로 다른 주에 비해 특별한 지위를 갖고 있지는 않다.
베를린과 함부르크, 브레멘은 도시주(Stadtstaat 슈타트슈타트[*])로서, 하나의 도시이면서 동시에 하나의 연방주이다.

## 연방주
독일 연방 공화국은 16개의 연방주로 구성되는데, 인구면에서는 노르트라인베스트팔렌주, 면적면에서는 바이에른주가 가장 큰 주이다. 바이에른 주 등 몇몇 연방주는 그 정치적 통일의 역사가 독일민족 발생과 때를 같이할 정도로 오래된 것도 있다. 한자 동맹의 도시였던 함부르크와 브레멘·브레머하펜은 중세에 경제적 발전이 현저하여 독자적인 길을 걸어왔기 때문에 시 단독으로 한 주를 이루고 있다. 제2차 세계 대전 후 독일 민주 공화국(동독)에서는 옛 연방주를 폐지하고 동베를린을 제외한 전국에 14개 구(Bezirke)를 설치했으나, 1990년 동서독 통일과 더불어 1952년 당시의 5개 주(브란덴부르크주·메클렌부르크포어포메른주·작센주·작센안할트주·튀링겐주)로 부활되었고, 동베를린은 베를린 주에 편입되었다.
연방과 주의 권한 배분은 전통적인 독일 분권주의를 살려서 기본법으로 정하고 있다. 입법에 관해서는 연방만이 할 수 있는 사항, 연방과 주가 함께 할 수 있는 사항, 연방이 원칙적 규정만을 만드는 사항 등이 규정되어 있다. 연방정부에서 하는 일은 외교·군사·우편·철도·통화·관세·통상·사법·전쟁처리 등인데, 연방법의 집행은 주에 위임되기 때문에 주는 사법상·행정상 중요한 역할을 맡고 있다.
연방정부의 여당과 주정부의 여당이 다른 경우가 적지 않고, 특히 각 주정부의 대표인 연방참의원의 경우에는 어떤 정당을 대표한다기보다는 지역 대표로서의 성격이 강하다. 한국의 행정구역에 비해 군이나 읍 따위의 행정의 작은 단위는 독일에서 전통적·지연적 행정단위로서 대단히 중요하며, 결합력과 통솔력이 강하며 제2차 세계대전 직후의 혼란기에는 커다란 역할을 하였다. 기본법 및 연방주법은 작은 지역행정 단위인 이른바 게마인데(Gemeinde)의 자치를 보장하고 있다. 한편 옛 동독의 5개 신연방주의 하급행정단위인 시·읍·면의 조직은 소멸된 상급 행정단위인 지구의 하급행정단위를 변동없이 활용하고 있다.

## 같이 보기
- 독일의 행정 구역
- 독일의 현
- 독일의 군
- 독일의 선거
- 신연방주